# Justo Pérez de Urbel
Justo Pérez Santiago, que posteriormente firmó como Fray Justo Pérez de Urbel y Santiago, O.S.B., (Pedrosa de Río Úrbel, 8 de agosto de 1895-Valle de los Caídos, 29 de junio de 1979) fue un clérigo, catedrático, historiador, medievalista y político español, miembro de la Orden Benedictina, primer abad del monasterio de la Santa Cruz del Valle de los Caídos (1958-1966), consejero nacional del Movimiento y procurador en Cortes (1943-1967).

## Biografía
Ingresó con doce años, en 1907, en el Monasterio de Santo Domingo de Silos. Profesó en 1912 y fue ordenado sacerdote en 1918. En ese año se pensó enviarlo a Roma para ampliar sus estudios teológicos, pero la idea no salió adelante y fue nombrado profesor de los escolásticos en Silos y comenzó su formación autodidacta como historiador. En 1925 inició la producción de libros de hagiografía, historia, liturgia y arte, más de setenta.
A mediados de 1938, en plena Guerra Civil, el Cuartel General de los militares rebeldes se trasladó a Burgos, instalándose en el convento de las Salesas de Delegación Nacional de la Sección Femenina. Por entonces, Pilar Primo de Rivera, jefa de la Sección Femenina de Falange, buscaba a un guía espiritual afín a su organización. Severino Aznar, padre de Agustín Aznar, le habló de un monje de Santo Domingo de Silos que sería bueno para el caso. El 20 de mayo de 1939 dirigió el coro en la iglesia de Santa Bárbara durante el acto de entrega de la espada de Franco a Cristo.
En 1938, se le designa director de la revista juvenil del bando rebelde Flechas y Pelayos, para lo que contaba con la ayuda de Aróztegui y Pilar Valle. También escribe para la revista la sección "Doctrina y estilo".
Al concluir la guerra civil española, fue nombrado prior de la iglesia de Montserrat de Madrid y capellán de la Sección Femenina de la Falange. Al mismo tiempo, ejerció de censor y resolvía las solicitudes de nuevas autorizaciones de tebeos. Fue miembro del Consejo Nacional del Movimiento y procurador en Cortes nato durante la I Legislatura de las Cortes Españolas (1943-1946).
Pérez de Urbel fue profesor de Teología Moral de Álvaro del Portillo, José María Hernández Garnica y José Luis Múzquiz —los tres primeros miembros del Opus Dei— que se ordenaron el 24 de junio de 1944.
Obtuvo el doctorado por la Universidad de Madrid, universidad en la que ejerció de catedrático de Historia de la Edad Media de España desde 1950 después de ganar la correspondiente oposición. En 1956 publica Los Primeros Siglos de la Reconquista (711-1038), en la Historia de España dirigida por Menéndez Pidal. 

### Abad del Valle de los Caídos
El 17 de julio de 1958, tras la inauguración del Valle de los Caídos, fue investido como primer abad de la basílica de Santa Cruz del Valle de los Caídos, en presencia del ministro subsecretario de la Presidencia, Luis Carrero Blanco, y del ministro de la Gobernación, Camilo Alonso Vega. La bendición del templo y futuro mausoleo del dictador Franco fue realizada por el abad del monasterio de Santo Domingo de Silos, Isaac María Toribios quien le entregó las llaves de la nueva abadía. La investidura prosiguió con la colocación de los capisayos y pectoral, y del solideo y birrete, tras lo que pronunció unas palabras de agradecimiento hacia el Santo Padre, los superiores de su Orden y a Franco. Renunció al cargo en 1966 por motivos de salud, siendo sucedido por Luis María de Lojendio, O.S.B. Desde ese año residió en el Colegio Mayor Marqués de la Ensenada de Madrid hasta su muerte. El 15 de noviembre de 1967 formó parte del  X Consejo Nacional de FET y de las JONS. En 1971 dio clases en la Universidad de Deusto.
Su obra Los mártires de la Iglesia, donde recoge biografías de mártires de la guerra civil, no fue escrita por él, sino que usó como negro a Carlos Luis Álvarez «Cándido», el cual inventaría contenido para rellenar, además de plagiar obras como Checas de Madrid de Tomás Borrás.
En el año 1977 la revista-libro Litoral dedicó sus números 70-71-72 al poeta gaditano Rafael Alberti. Presentaba así un libro inédito del escritor titulado “Cuaderno de Rute”. En él se incluye una carta enviada a fray Justo en 1925.

## Vida académica

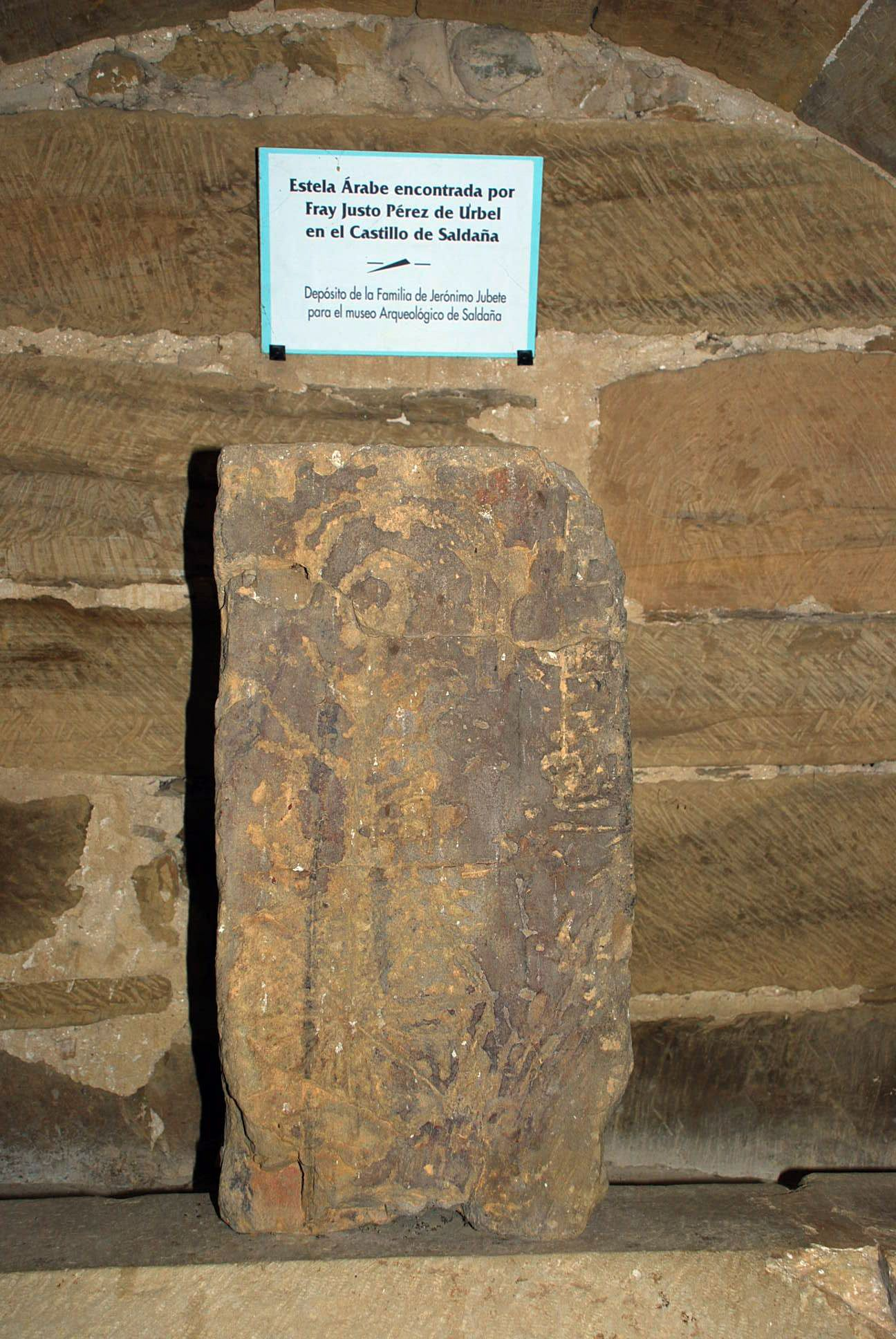
Estela árabe encontrada por Justo Pérez de Urbel en el castillo de Saldaña.

Obtuvo el doctorado por la Universidad de Madrid, universidad en la que ejerció de catedrático de Historia de la Edad Media de España desde 1950 después de ganar la correspondiente oposición. También fue consejero de honor del Consejo Superior de Investigaciones Científicas y director del Colegio Mayor Marqués de la Ensenada.

## Premios y distinciones
- Premio literario de la Editorial Voluntad (1928) por su biografía de San Eulogio.
- Premio Nacional Francisco Franco (1944) por su obra Historia del condado de Castilla, publicada al año siguiente.
- Premio Antonio Nebrija por su edición crítica del Liber Commicus, en colaboración con González Ruiz-Zorrilla.[12]
- Gran Cruz de la Orden civil de Alfonso X el Sabio (1951).
- Gran Cruz de la Orden de Cisneros (1964).

## Obra
Su obra literaria es muy copiosa: 71 libros y más de 700 artículos, reseñas, traducciones, etc. entre los que destacan algunas obras de género histórico.

### Libros:
- Semblanzas benedictinas, Madrid, Voluntad, 1925-1928, 3 vols.
- La escuadrilla Elcano, Barcelona, FTD, 1926.
- Plus Ultra, Barcelona, FTD, 1926.

- San Eulogio de Córdoba, Madrid, Voluntad, 1928.[13]
- El claustro de Silos, Burgos, Aldecoa, 1930.
- Año cristiano, Madrid, Fax, 1933-1935, 5 vols.
- Los monjes españoles en la Edad Media, Madrid, Instituto Valencia de Don Juan, 1933-1934, 2 vols.
- Cancionero pasiego, Silos, 1933.
- Homilías para los domingos y fiestas móviles, Madrid, Fax, 1935.
- La Iglesia de Jesucristo, su historia y su liturgia, Barcelona, Lumen, 1939.
- San Pablo, apóstol de las gentes, Madrid, Fax, 1940.
- San Isidoro de Sevilla. Su vida, su obra, su tiempo, Barcelona, Labor, 1940.[14]
- Itinerario litúrgico, Madrid, Fax, 1940.
- Vida de Cristo, Madrid, Fax, 1941.[15]
- Historia de la orden benedictina, Madrid, Fax, 1941.
- El monasterio en la vida española de la Edad Media, Barcelona, Labor, 1942.
- Fernán González, Madrid, Atlas, 1943.
- Historia del condado de Castilla, Madrid, Consejo Superior de Investigaciones Científicas (CSIC), 1945, 3 vols.[16]
- Sancho el Mayor de Navarra, Madrid, CSIC, 1950.
- Liber Commicus, Madrid, CSIC, 1950, 2 vols. En colaboración con A. González Ruiz-Zorrilla.
- La Santa Misa, Madrid, Semilla, 1951.
- Sampiro. Su crónica y la monarquía leonesa en el siglo X, Madrid, CSIC, 1952.
- San Pedro, príncipe de los apóstoles, Burgos, Aldecoa, 1959.
- Historia Silense, Madrid, CSIC, 1959. En colaboración con A. González Ruiz-Zorrilla.
- Varones insignes de la Congregación de Valladolid, Pontevedra, Museo Provincial, 1967.
- Un español universal: el papa Luna, Castellón, Diputación Provincial, 1975.
- Fray Pedro Ponce de León y el origen del arte de enseñar a hablar a los mudos, Madrid, Obras Selectas, 1973.
- García Fernández (el conde de las bellas manos), Burgos, Diputación Provincial, 1979.